# Carlyle Tapsell
Carlyle Carrol Tapsell (* 24. Juli 1909 in Adra, Westbengalen; † 6. September 1975) war ein indischer Hockeyspieler, der zwei olympische Goldmedaillen gewann.

## Leben
Der 1,82 m große Defensivspieler gehörte zur indischen Mannschaft, die bei den Olympischen Spielen 1932 in Los Angeles mit 11:1 gegen die japanische Mannschaft und mit 24:1 gegen das Team der Vereinigten Staaten gewann. Es nahmen 1932 nur diese drei Mannschaften am Olympiaturnier teil.
Vier Jahre später nahm Tapsell auch an den Olympischen Spielen 1936 in Berlin teil. Die indische Mannschaft gewann ihre drei Vorrundenspiele deutlich. Nach einem 10:0-Sieg im Halbfinale gegen die französische Mannschaft bezwangen die Inder im Finale die deutsche Mannschaft mit 8:1. Tapsell, der 1932 kein Tor erzielt hatte, steuerte 1936 als Strafeckenspezialist fünf Tore bei. Im Olympiafinale 1936 erzielte er das 2:0.
Tapsell besuchte das St. George’s College in Masuri und lernte dort das Hockeyspiel. Dieses College brachte insgesamt sechs Olympiasieger im Hockey hervor. 1928 gehörten Michael Gateley, William Goodsir-Cullen und George Marthins zur indischen Mannschaft, 1936 Lionel Emmett, Earnest Goodsir-Cullen und Carlyle Tapsell. Tapsell arbeitete für die Bengal Nagpur Railway, für deren Hockeymannschaft er auch spielte. Später wanderte er nach Australien aus, er ist in Brisbane begraben.